# Eada
EADA, é uma instituição que oferece programas de formação de diretores à comunidade empresarial, fundada em Barcelona no ano de 1957. Em 2011 as revistas Financial Times e The Economist posicionam a instituição entre as 4 melhores escolas de negócios da Espanha e as 100 melhores do mundo. 